# حي السليمانية (الرياض)
حي السليمانية هو من أحد أحياء وسط مدينة الرياض و يتبع بلدية العليا و يعتبر المركز التجاري لمدينة الرياض. ويعد من أفخم الأحياء السكنية والأعلى سعرا في البيع أو الإيجار مقارنة ببقية أحياء الرياض. يزخر حي السليمانية بالمقاهي والأسواق التجارية والماركات والمطاعم العالمية والفنادق  والمراكز والمساكن الفاخرة. ويعد مكان تجمع الشبان لإظهار واستعراض أفخم السيارات. كما يقام فيه المهرجانات الوطنية المجدولة برعاية أمانة مدينة الرياض، يتميز حي السليمانية بطبقته المخملية إلى المتوسطة. حيث أن أغلب سكان هذا الحي من التجار والمسؤولين ومدراء الشركات العالمية الكبرى من المواطنين والوافدين، وهذا ما يبرر أسعاره المرتفعة. كما أن حي السليمانية يعتبر من الأحياء المفضلة للسكن عند الجاليات العربية القادمة من دول الشام ذات الطبقة المتوسطة إلى المرتفعة.

## أشهر الشوارع
- شارع التحلية (الأمير محمد بن عبد العزيز)
- شارع الثلاثين (الأمير سلطان بن عبد العزيز)
- شارع العليا العام والذي يحده من جهة الغرب
- شارع الضباب والذي يحده من جهة الشرق